# پیوتر لبدوف
 پیوتر لبدوف (انگلیسی: Pyotr Lebedev؛ زاده ۲۴ فوریهٔ ۱۸۶۶ درگذشته ۱ مارس ۱۹۱۲) فیزیک‌دان اهل روسیه بود. 